# WWE 2K17
WWE 2K17 è un videogioco di wrestling del 2016, sviluppato da Yuke's e Visual Concepts e pubblicato da 2K Sports per PlayStation 3, PlayStation 4, Xbox 360, Xbox One e Microsoft Windows.
Le versioni per PlayStation 3 e Xbox 360 presentano differenze rispetto a quelle per Playstation 4 e Xbox One.

## Novità
Come i precedenti capitoli della serie, WWE 2K17 è un videogioco di wrestling basato sulla federazione statunitense della World Wrestling Entertainment (WWE).
Grande assente di quest'anno è la modalità Showcase, inaugurata con WWE 2K15. La 2K Sports ha preferito concentrarsi su altri aspetti del videogioco a causa dell'impossibilità di avere alcuni wrestler nell'edizione di quest'anno, una Showcase dedicata a Brock Lesnar, il wrestler di copertina di WWE 2K17, è stata per questo motivo scartata.
Il gameplay rimane invariato ma presenta tante piccole aggiunte come nuove animazioni, un sistema secondario per le sottomissioni, miglioramenti per alcuni match a stipulazione, tra cui il Ladder match e i match a più persone, e la possibilità di lottare nel backstage come accadeva nei titoli precedenti. Il WWE Universe è stata migliorata per renderla più simile agli show settimanali della WWE: Raw, SmackDown e NXT. Saranno presenti nuove storyline, cut-scene e, per la prima volta, la possibilità di creare promo, in modo da rendere il tutto più realistico e coinvolgente.

## Promozione

Un'immagine del gioco

Il videogioco viene annunciato ufficialmente il 31 maggio tramite il sito della WWE con il bonus preordine Goldberg.
All'E3 2016 vengono presentati i primi personaggi del roster, mostrati da Rob Schambeger.
Nel mese di luglio vengono annunciate la copertina raffigurante Brock Lesnar, il 26 luglio tramite il profilo twitter di Stephanie McMahon viene annunciato che sarà presente nel roster insieme alla sua famiglia, Vince e Shane. Lo stesso giorno viene annunciato che come l'anno scorso il roster sarà svelato a gruppi ogni martedì per cinque settimane.
Ad agosto vengono annunciate le prime novità sulle modalità e sul gameplay. Il 19 agosto viene presentato ufficialmente ad un evento tenutosi a New york city con la presenza di numerose Superstar, il bonus preordine Goldberg e il wrestler di copertina Brock Lesnar. Vengono inoltre rivelati video gameplay del videogioco con nuove caratteristiche.
Il 30 agosto 2K Sports ha svelato l'ultimo gruppo di Superstar presenti nel videogioco e ha reso disponibile il numero finale dei wrestler inclusi nel videogioco (130 esclusi i DLC).
Il 4 settembre 2K games sul proprio sito ufficiale pubblica un video che raffigura tutte le superstar disponibili nel gioco, esclusi però i DLC che non sono stati ancora rivelati. Lo stesso giorno lo sviluppatore del gioco dichiara su Twitter che il roster potrebbe avere versioni alternative delle superstar e il roster che è già stato svelato potrebbe avere più wrestler che non sono stati ancora rivelati.
L'8 settembre 2K games svela un nuovo video trailer con protagonisti Goldberg e Brock Lesnar chiamato WHO'S NEXT.

## My Career
La modalità La mia CARRIERA (Esclusiva Next-Gen) gode di nuove funzionalità in WWE 2K17. Novità è il nuovo Sistema promo per far sì che le Superstar possano rivolgersi direttamente al WWE Universe oltre a poter parlare o rispondere alle altre Superstar. Le interviste nel backstage con Renee Young si arricchiscono di una nuova dimensione grazie ai nuovi scontri nel backstage. Ora più che mai le lotte, le reazioni, le parole e persino gli abiti di una Superstar possono fare la differenza nel suo viaggio attraverso la WWE. Prima o poi i giocatori potrebbero ritrovarsi faccia a faccia con Brock Lesnar e il suo agente, Paul Heyman. Le conseguenze dell'incontro con questa coppia straordinaria influenzeranno enormemente la carriera del giocatore nella WWE.

## Roster
| Uomini | Donne | Manager                                                                               | Leggende |
| --- | --- | ------------------------------------------------------------------------------------- | --- |
| - Aiden English - AJ Styles - Alberto Del Rio - Apollo Crews - Austin Aries - Baron Corbin - Big Cass - Big E - Big Show - Blake - Bo Dallas - Braun Strowman - Bray Wyatt - Brock Lesnar - Bubba Ray Dudley - Cesaro - Chad Gable - Chris Jericho - Curtis Axel - Daniel Bryan - Darren Young - Dash Wilder - Dean Ambrose - Diego - Dolph Ziggler - D-Von Dudley - Enzo Amore - Erick Rowan - Fandango - Fernando - Finn Bálor - Goldberg - Goldust - Heath Slater - Hideo Itami - Jack Swagger - Jason Jordan - Jey Uso - Jimmy Uso - John Cena - Kalisto - Kane - Karl Anderson - Kevin Owens - Kofi Kingston - Konnor - Luke Gallows - Luke Harper - Mark Henry - Mojo Rawley - Buddy Murphy - Neville - Randy Orton - Roman Reigns - R-Truth - Rusev - Sami Zayn - Samoa Joe - Scott Dawson - Seth Rollins - Sheamus - Shinsuke Nakamura - Simon Gotch - Sin Cara - Stardust - The Miz - The Undertaker - Titus O'Neil - Triple H - Tye Dillinger - Tyler Breeze - Tyson Kidd - Viktor - Xavier Woods - Zack Ryder | - Alexa Bliss - Alicia Fox - Alundra Blayze - Asuka - Bayley - Becky Lynch - Brie Bella - Carmella - Charlotte Flair - Dana Brooke - Emma - Eva Marie - Ivory - Jacqueline - Lita - Naomi - Natalya - Nia Jax - Nikki Bella - Paige - Sasha Banks - Stephanie McMahon - Summer Rae - Tamina - Trish Stratus | - Bobby Heenan - Lana - Paul Heyman - Stephanie McMahon - Ted DiBiase - Vince McMahon | - Albert - André the Giant - Arn Anderson - Bam Bam Bigelow - Big Boss Man - Big Show '00 - Big Show '99 - Billy Gunn - Bret Hart - Brian Pillman - British Bulldog - Brutus Beefcake - Booker T - Buddy Roberts - Bushwhacker Butch - Bushwhacker Luke - Cactus Jack - Chris Jericho '01 - Christian - Diamond Dallas Page - Diesel - Dude Love - Dusty Rhodes - Earthquake - Eddie Guerrero - Edge - The Godfather - Greg Valentine - Hunter Hearst Helmsley - Jake Roberts - JBL - Jim Neidhart - Jimmy Garvin - Kane '98 - Kevin Von Erich - Kerry Von Erich - Kevin Nash - Larry Zbyszko - Lex Luger - Mankind - Michael Hayes - Mr. Perfect - Papa Shango - Randy Savage - Razor Ramon - Ricky Steamboat - Rick Rude - Ric Flair - Rikishi - Road Dogg - The Rock - The Rock '01 - Scott Hall - Shane McMahon - Shawn Michaels - Steve Austin - Sting - Stunning Steve Austin - Sycho Sid - Tatanka - Tatsumi Fujinami - Triple H '01 - Typhoon - The Ultimate Warrior - The Undertaker '91 - The Undertaker '00 - Vader - Vince McMahon |

### Tag team e stable
- American Alpha
- The Ascension
- The Bella Twins
- Blake & Murphy
- The Brain Busters
- Breezango
- The Brothers of Destruction
- The Bushwhackers
- D-Generation X
- The Dudley Boyz
- Enzo Amore & Big Cass
- The Fabulous Freebirds
- The Golden Truth
- Kerry Von Erich & Kevin Von Erich
- Los Matadores
- The Lucha Dragons
- The Natural Disasters
- The New Age Outlaws
- The New Day
- The Outsiders
- The Revival
- The Usos
- The Vaudevillains
- The Wyatt Family

### Campioni
- WWE Champion: Dean Ambrose
- WWE Intercontinental Champion: The Miz
- WWE United States Champion: Rusev
- WWE Tag Team Champions: The New Day
- WWE Women's Champion: Charlotte

- NXT Champion: Samoa Joe
- NXT Tag Team Champions: Scott Dawson & Dash Wilder
- NXT Women's Champion: Asuka

## Arene
- Raw
- Raw '98
- SmackDown
- NXT
- Main Event
- Superstars

- Battleground
- Capitol Punishment
- ECW November to Remember
- Elimination Chamber
- Extreme Rules
- Fastlane
- Fully Loaded '99
- Hell in a Cell
- Money in the Bank
- Night of Champions
- NXT TakeOver: Brooklyn
- NXT TakeOver: Dallas
- NXT TakeOver: London
- Payback
- Royal Rumble
- Saturday Night's Main Event XXIV
- SummerSlam
- SummerSlam '88
- Survivor Series
- TLC: Tables, Ladders & Chairs
- WCW Bash At The Beach
- WCW Clash of the Champions XXV
- WCW Halloween Havoc '96
- WCW Halloween Havoc '98[3]
- WCW Monday Nitro[3]
- WCW/Japan Supershow
- WrestleMania 31
- WrestleMania 32
- WWE Live '91